# 比尔玛·埃斯平

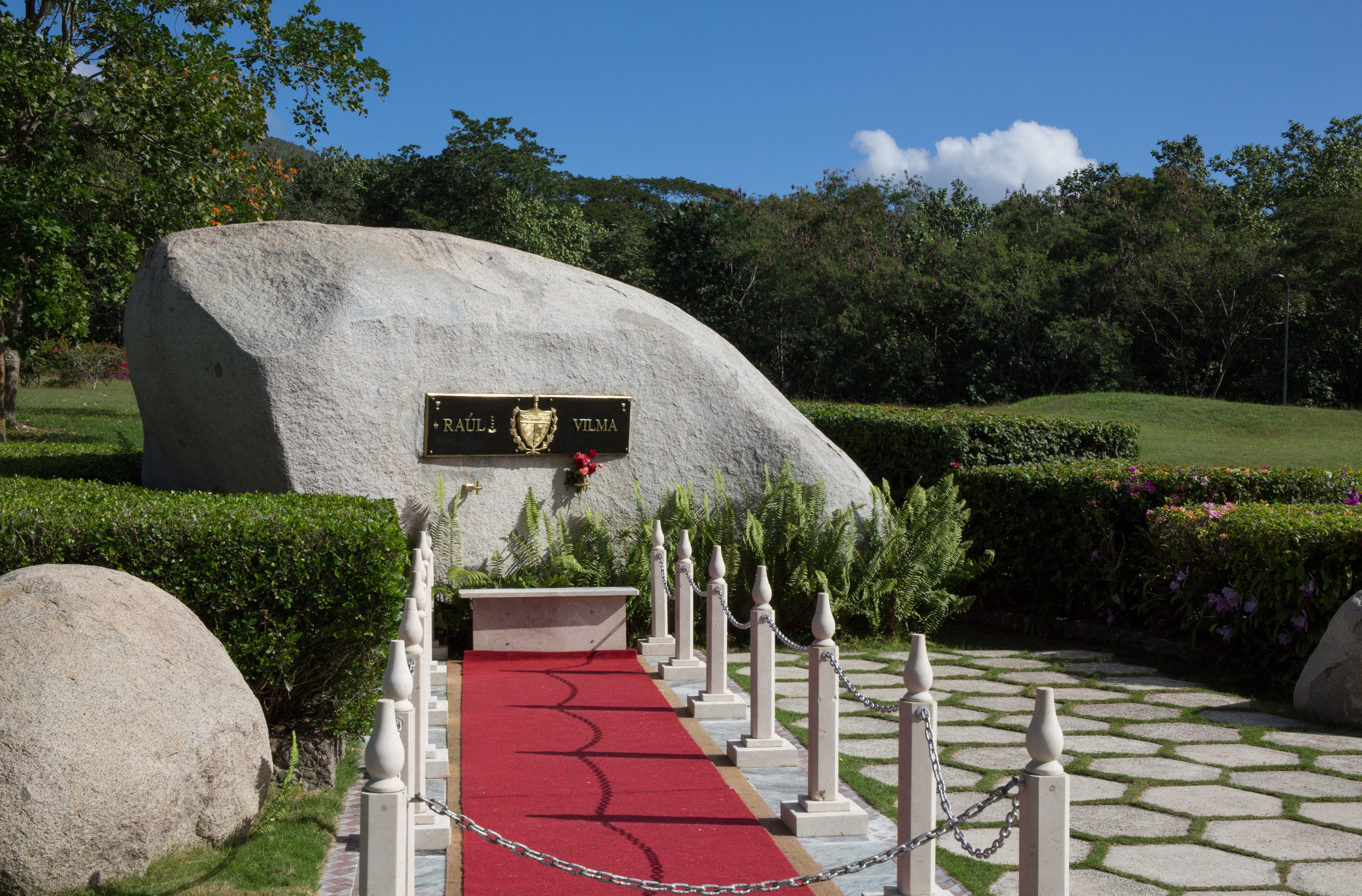
比爾瑪·埃斯平的墓地與丈夫勞爾·卡斯楚的壽墳，位於塞貢多弗倫特東方第二戰線陵園內。

比尔玛·露西拉·埃斯平·吉洛伊斯（西班牙語：Vilma Lucila Espín Guillois；1930年4月7日—2007年6月18日）是一位古巴革命家、女性主义者和化学工程师。她曾作为地下工作者帮助组织七二六運動，并在古巴革命结束后直到去世期间积极参与古巴政府的许多分支机构。1960年，埃斯平参与创建古巴妇女联合会，并任该组织的主席直至逝世，该组织在促进古巴妇女在生活的各个领域享有平等权利方面发挥了积极作用。她于1959年与劳尔·卡斯特罗结婚，生有4个孩子，包括玛丽拉和亚历杭德罗。